# Museu Real da Colúmbia Britânica
O Museu Real da Colúmbia Britânica (inglês:Royal British Columbia Museum) é um museu de história em Victoria, Colúmbia Britânica, Canadá, fundado em 1886. Formado pelo Museu de história natural e humana da Província da Colúmbia Britânica e pelo Acervo da Província da Colúmbia Britânica, foi-lhe dado o título de "real" após a visita da Rainha Isabel II do Reino Unido em 1986.
O museu é uma das grandes atrações túristicas de Victoria. Inclui três galerias permanentes: história natural, história moderna e história dos povos indígenas que habitavam o local, além de um cinema IMAX. O acervo do museu possui aproximadamente 7 milhões de objetos, divididos em oito temas: Entomologia, Botânica, Paleontologia, Ictiologia, Zoologia dos invertebrados, Herpetologia, Mastozoologia, Ornitologia. Para além disso oferece várias exposições temporárias. Nos últimos anos ofereceu exposições sobre o Titanic, Leonardo Da Vinci, artefactos egipcios e Genghis Khan.
O Museu situa-se no porto, entre o Empress Hotel e os Edifícios Legislativos da Colúmbia Britânica. O museu está inserido no Precinto Cultural do Museu Real da Colúmbia Britânica, uma área rodeante que inclui muitos locais históricos e monumentos, incluindo o Thunderbird Park.
Em 26 de março de 2012, Jack Lohman tomou posse como Diretor Executivo do Museu Real da Colúmbia Britânica. Vários grupos auxiliam no desenvolvimento, sucesso e manutenção do museu, incluindo mais de 500 voluntários (número quatro vezes maior do que o quadro de funcionários), a Fundação Museu Real da Colúmbia Britânica (antiga Fundação dos Amigos do Museu Real da Colúmbia Britânica), uma organização sem fins lucrativos criada em 1970 com intuito de contribuir financeiramente e auxiliar na interação com a comunidade local; Serviços de segurança, responsaveis pela gestão de riscos, reação à emergencias, segurança, continuidade do conhecimento comercial e operações e gestão da propriedade, focada na sustentabilidade, reciclagem e controle do meio ambiente dentro do museu.

## História
O Governo da Colúmbia Britânica fundou o Museu Real da Colúmbia Britânica em 1886 como resposta à uma petição de cidadãos notáveis preocupados com a saída de produtos naturais e artefatos nativos da Colúmbia Britânica para outras partes do mundo. O Juiz Matthew Baillie Begbie, Charles Semlin, William Fraser Tolmie, e o antigo governador George A. Walkem estavam entre os interessados em parar a ida de artefatos nativos da Colúmbia Britânica para museus da Europa e América. O argumento central era de que a exportação de artifatos das Primeiras Nações era um problema, visto que "sua perda era frequentemente irreparável".

## Publicações
O Museu Real da Colúmbia Britânica começou a publicar em 1891, quando o então curador, John Fannin, publicou uma lista de aves nativas da Colúmbia Britânica. Desde sua primeira publicação, o museu produziu milhares de livros, artigos, panfletos e outros documentos sobre suas coleções, pesquisas e atividades. Iniciado em 1993, o Museu Real da Colúmbia Britânica publica através de grandes editoras, incluindo a Editora da Universidade da Colúmbia Britânica e a Heritage Distributors. O museu publica por volta de quatro títulos por ano e possui mais de quarenta livros impressos.
Títulos notáveis recentes:
Arima, Eugene and Alan Hoover. The Whaling People of the West Coast of Vancouver Island and Cape Flattery . Victoria: RBCM, November 2011.
Austin, William C, and Philip Lambert. Brittle Stars, Sea Urchins and Feather Stars of British Columbia, Southeast Alaska and Puget Sound. Victoria: RBCM, 2007.
Beal, Alison M, David F. Hatler, and David W. Nagorsen. Carnivores of British Columbia. Victoria: RBCM, October 2008.
Black, Martha. Out of the Mist: Treasures of the Nuu-chah-nulth Chiefs. Victoria: RBCM, 1999.
Bridge, Kathryn. New Perspectives on the Gold Rush. Victoria: Royal BC Museum, 2015. Brayshaw, T. Christopher. Catkin-Bearing Plants of British Columbia. Victoria: RBCM, 1996.
Brayshaw, T. Christopher. Plant Collecting for the Amateur. Victoria: RBCM, 1996.
Brayshaw, T. Christopher. Pondweeds and Bur-reeds and Their Relatives of British Columbia Aquatic Families of Monocotyledons. Victoria: RBCM, 2000.
Brayshaw, T. Christopher. Trees and Shrubs of British Columbia. Victoria: RBCM, 1996.
Cannings, Robert A. Introducing the Dragonflies of British Columbia and the Yukon. Victoria: RBCM, 2002.
Cannings, Robert A. The Systematics of Lasiopogon (Diptera: Asilidae). Victoria: RBCM, 2002.
Carr, Emily. Sister and I from Victoria to London. Victoria: RBCM, April 2011.
Carr, Emily. Wild Flowers. Victoria: RBCM, 2006.
Copley, Claudia and Ann Nightingale, Eds. Nature Guide to the Victoria Region . Victoria: RBCM and the Victoria Natural History Society, October 2012.
Corley-Smith, Peter. The Ring of Time: The Story of the British Columbia Provincial Museum. Victoria: RBCM, 1985.
Corley-Smith, Peter. White Bears and Other Curiosities: The First 100 Years of the Royal British Columbia Museum. Victoria: RBCM, 1989. Print.
Duff, Wilson, ed. Histories, Territories and Laws of the Kitwancool. Victoria: RBCM, 1959.
Duff, Wilson. The Indian History of British Columbia: The Impact of the White Man. Victoria: RBCM, 1997.
Ford, John K. B. Marine Mammals of British Columbia. Victoria: Royal BC Museum, 2014.
Forsyth, Robert G. Land Snails of British Columbia.Victoria: RBCM, 2004. 
Graham-Bell, Margaret. Preventive Conservation: A Manual. Victoria: BCMA, 1983. (2nd ed. 1986) 
Green, David M, Patrick T. Gregory, and Brent M. Matsuda. Amphibians and Reptiles of British Columbia. Victoria: RBCM, 2006. 
Griffin, Robert and Nancy Oke. Feeding the Family: 100 Years of Food and Drink in Victoria. Victoria: RBCM, May 2011.
Guppy, Crispin S and Jon H. Shepard. Butterflies of British Columbia. Victoria: RBCM, 2001.
Hebda, Richard J. and Nancy J. Turner. Saanich Ethnobotany : Culturally Important Plants of the WSÁNEC People. Victoria: RBCM, October 2012.
Hoover, Alan L, Peter L. Macnair, and Kevin Neary. The Legacy Tradition and Innovation in Northwest Coast Indian Art. Victoria: RBCM, 2007.
Hoover, Alan L. Nuu-chah-nulth Voices, Histories, Objects & Journeys. Victoria: RBCM, 2000.
Hoover, Alan L and Peter L. Macnair. The Magic Leaves: A History of Haida Argillite Carving. Victoria: RBCM, 2002.
Johnstone, Bill. Coal Dust In My Blood: The Autobiography of a Coal Miner. Victoria: RBCM, 2002.
Keddie, Grant. Songhees Pictorial: A History of the Songhees People as Seen by Outsiders (1790–1912). Victoria: RBCM, 2003.
Lambert, Philip. Sea Cucumbers of British Columbia, Southeast Alaska and Puget Sound. Victoria: RBCM, 1997.
Lambert, Philip. Sea Stars of British Columbia, Southeast Alaska and Puget Sound. Victoria: RBCM, 2000.
Lohman, Jack. Museums at the Crossroads? Essays on Cultural Institutions in a Time of Change. Victoria: Royal BC Museum, 2013.
Lohman, Jack. Treasures of the Royal BC Museum and Archives. Victoria: Royal BC Museum, 2015. Marc, Jacques. Pacific Coast Ship China.Victoria: RBCM, 2009.
Nagorsen, David W. Opossums, Shrews and Moles of British Columbia. Victoria: RBCM, 1996.
Nagorsen, David W. Rodents & Lagomorphs of British Columbia. Victoria: RBCM, 2005.
Rajala, Richard A. Up-Coast Forests and Industry on British Columbia’s North Coast, 1870-2005. Victoria: RBCM, 2006.
Savard, Dan. Images from the Likeness House. Victoria: RBCM, May 2010.
Sherwood, Jay. Furrows in the Sky : The Adventures of Gerry Andrews . Victoria: RBCM, April 2012.
Sherwood, Jay. Return to Northern British Columbia: A Photojournal of Frank Swannell, 1929-39. Victoria: RBCM, September 2010.
Sherwood, Jay. Surveying Central British Columbia A Photojournal of Frank Swannell, 1920 - 28. Victoria: RBCM, 2007.
Truscott, Gerald. Free Spirit Stories of You, Me and BC. Victoria: RBCM, 2008.
Turner, Nancy J. Food Plants of Coastal First People. Victoria: RBCM, 1995.
Turner, Nancy J. Food Plants of Interior First Peoples. Victoria: RBCM, 1997.
Turner, Nancy J. Plant Technology of First Peoples in British Columbia. Victoria: RBCM, 1998.
Van Tol, Alex. Aliens Among Us: Invasive Animals and Plants in British Columbia. Victoria: Royal BC Museum, 2015.
Ward, Phillip R. Keeping the Past Alive. Victoria: Friends of the BCPM, 1974.
Ward, Phillip R. Getting the Bugs Out. Victoria, Friends of the BCPM, 1976.
Ward, Philip R. In Support of Difficult Shapes. Victoria: Friends of the BCPM, 1978.
White, Bob. Bannock and Beans: A Cowboy's Account of the Bedaux Expedition. Victoria: RBCM, 2009.
Wilson, Colleen. Tales From the Attic: Practical Advice on Preserving Heirlooms and Collectibles. Victoria: RBCM, 2002.

## Galeria

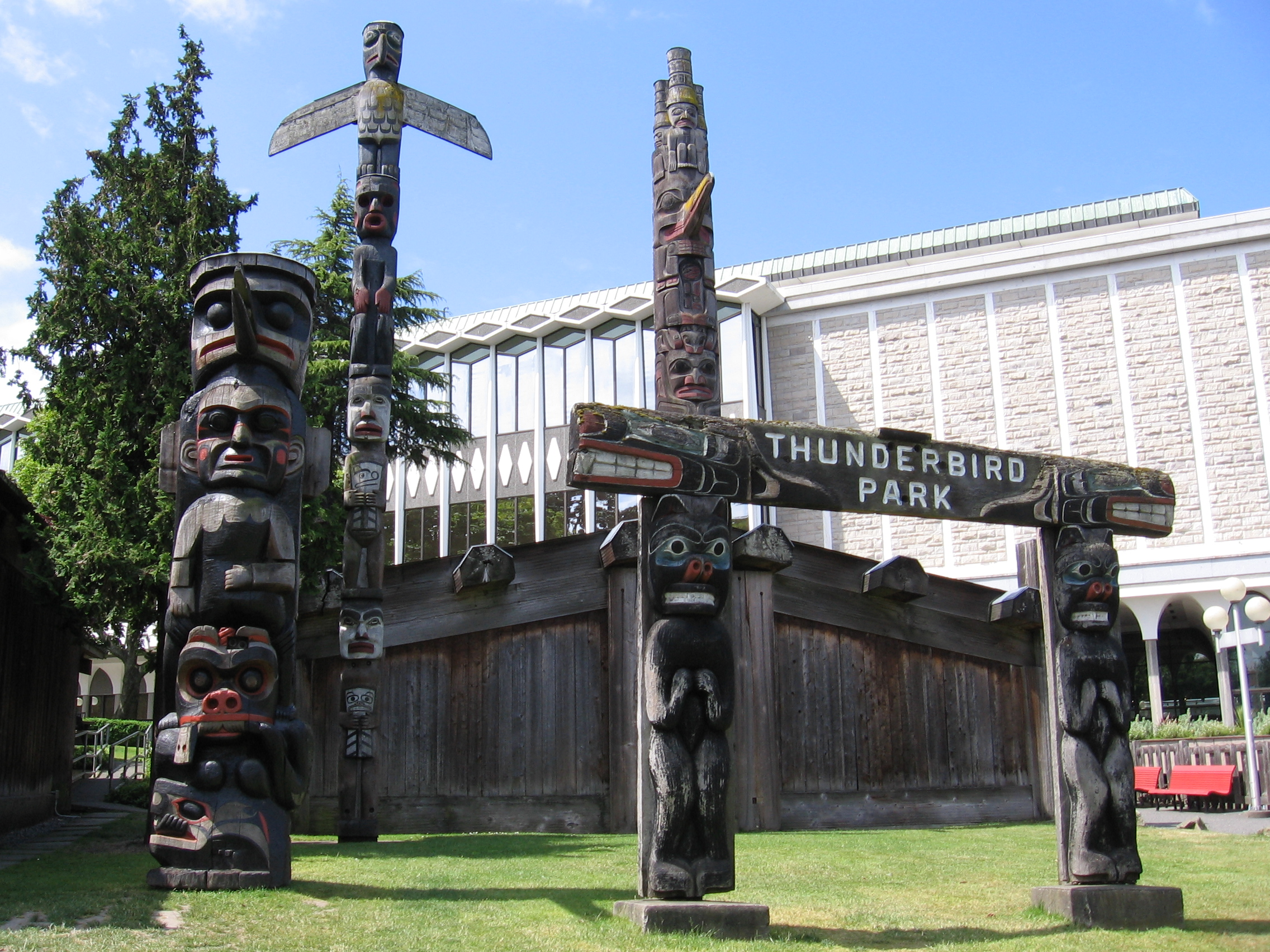
O Thunderbird Park, com o museu por trás
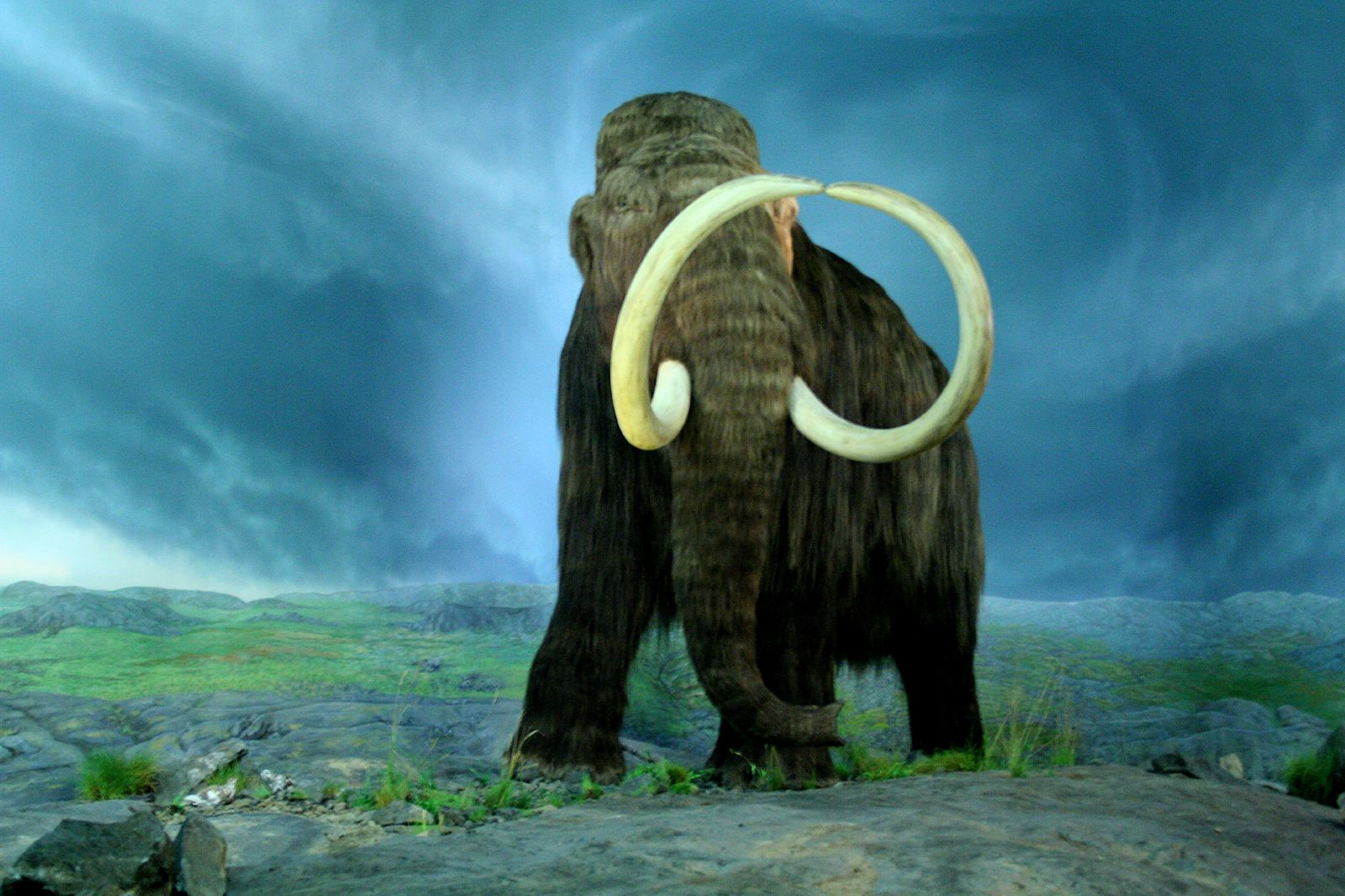
O popular mamute-lanoso na Galeria de História Natural
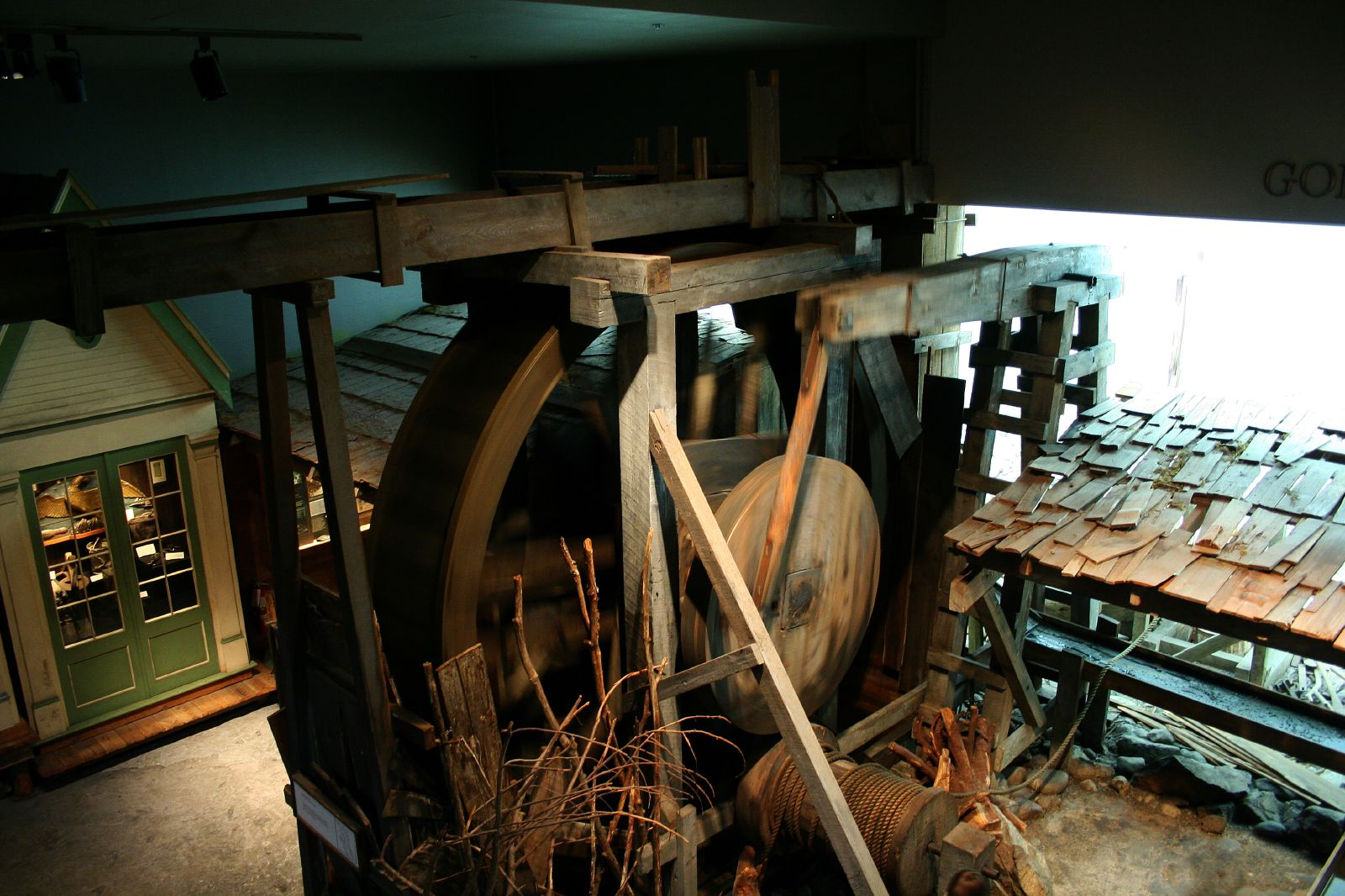
A roda de água recreada na Galeria de História Moderna